# Deep Six (альбом)
| Оценки критиков | Оценки критиков |
| Источник        | Оценка          |
| --------------- | --------------- |
| AllMusic        | [ 2 ]           |

Deep Six — культовый музыкальный сборник, содержащий материал шести сиэтлских альтернативных рок-групп, тогда еще практически неизвестных широкой аудитории. Первоначально сборник был выпущен на независимом лейбле C/Z Records (весна 1986 года) в количестве 2000 экземпляров. 5 апреля 1994 года он был переиздан на мейджоре A&M Records, чему способствовал повышенный интерес публики к музыкальному жанру «гранж», который в тот момент находился на пике своей популярности, и возросшая известность фигурирующих на нём исполнителей.
Составлением сборника занимались Крис Ханцсек и Тина Кесейл, которые жили в Сиэтле и работали в местном лейбле CZ Records: их целью было продемонстрировать текущее положение дел в рок-среде города с помощью музыкального материала шести групп-единомышленников. Несмотря на то, что альбом не имел коммерческого успеха, он стал одним из самых важных вех в истории гранжа, так как содержал звучание, которое впоследствии стало характерным для этого музыкального направления и определил его концепцию и нюансы, а также, продемонстрировал публике коллективы, которые впоследствии обрели культовый статус для этого жанра.
В начале 1980-х годов сиэтлская андеграундная сцена находилась под сильным влиянием панк-рока, однако впоследствии звучание местных групп трансформировалось — изменилась скорость и структура музыки, также в неё были добавлены некоторые элементы из метала. Так, группа Melvins замедлили концепцию панк-рока, сформировав свой собственный медленный, тяжёлый, грязный звук. К тому моменту, когда на Deep Six были выпущены четыре их трека, они считались одной из лучших групп Сиэтла. Soundgarden продемонстрировали самый абразивный звук на этом сборнике, несмотря на то, что коллектив существовал лишь около года. В свою очередь музыка The U-Men представляла собой минималистичный панк скомбинированный с хэви-металлом в стиле Black Sabbath. Гитарист еще одной фигурирующей на этом альбоме группы, Skin Yard, Джек Эндино впоследствии продолжил записывать и продюсировать многие местные гранж-группы, в том числе Soundgarden, Mudhoney и Nirvana. С его помощью сиэтлские группы, которые имели различное по стилю звучание, добивались аналогичное качество звука на своих треках.
Группа Green River выпустила свой дебютный мини-альбом Come on Down за шесть месяцев до релиза Deep Six, поэтому именно Come on Down считается первым альбомом жанра «гранж». Впоследствии этот мини-альбом сильно повлиял на звучание Pearl Jam и Mudhoney, двух групп, которые станут всемирно известными в начале 1990-х.

## Список композиций
1. Green River — «10,000 Things» — 3:37
2. Melvins — «Scared» — 2:19
3. Melvins — «Blessing the Operation» — 0:44
4. Malfunkshun — «With Yo' Heart (Not Yo' Hands)» — 3:54
5. Skin Yard — «Throb» — 5:29
6. Soundgarden — «Heretic» — 3:22
7. Soundgarden — «Tears to Forget» — 2:06
8. Malfunkshun — «Stars-N-You» — 1:46
9. Melvins — «Grinding Process» — 2:09
10. Melvins — «She Waits» — 0:40
11. Skin Yard — «The Birds» — 3:56
12. Soundgarden — «All Your Lies» — 3:53
13. Green River — «Your Own Best Friend» — 6:21
14. The U-Men — «They» — 3:32

Альтернативная версия песни «Heretic» группы Soundgarden впоследствии была включена в саундтрек к фильму «Врубай на полную катушку», а также фигурировала на мини-альбоме Loudest Love, в свою очередь, перезаписанный вариант их композиции «All Your Lies» (при участии нового ударника Мэтта Кэмерона) был включён в дебютный альбом группы — Ultramega OK, а также в делюксовую версию сборника Telephantasm. Кроме того ещё один перезаписанный трек Soundgarden, «Tears to Forget», (также вместе с Кэмероном) был выпущен на мини-альбоме Screaming Life. Между тем, альтернативные версии композиций «Blessing the Operation» и «Grinding Process» группы Melvins были включены в их сборник 26 Songs.

## Участники записи
| - Крис Ханцсек — продюсер - Тина Кесейл — продюсер - Рейза Сагеб — оригинальный дизайн обложки альбома - Чарльз Питерсон — фотографии - Джейн Дюк — фотографии - Green River - Марк Арм — вокал - Джефф Амент — бас-гитара - Стоун Госсард — гитара - Брюс Фэрветер — гитара - Алекс Винсент — ударные - Soundgarden - Крис Корнелл — вокал - Хиро Ямамото — бас-гитара - Ким Тайил — гитара - Скотт Сандкист — ударные | - Melvins - Кинг Буззо — вокал, гитара - Мэтт Лукин — бас-гитара - Дейл Кровер — ударные - Malfunkshun - Реган Хагар — ударные - Кевин Вуд — гитара - Эндрю Вуд — вокал, бас-гитара - Skin Yard - Бен Макмиллан — вокал, саксофон на треке «The Birds» - Джек Эндино — гитара - Дэниел Хаус — бас-гитара - Мэтт Кэмерон — ударные - The U-Men - Джон Бигли — вокал - Том Прайс — гитара - Джим Тиллман — бас-гитара - Чарли Райан — ударные |